# Coupe Challenger de la LEN
Pour les articles homonymes, voir Challenger Cup.
La LEN Challenger Cup est une compétition de clubs de water-polo organisée par la Ligue Européenne de Natation (LEN). Il s'agit du troisième niveau, en dessous de la Ligue des champions et de la LEN Euro Cup. Le club grec du Apollon Smyrnis est devenu le premier champion, battant l'Espagnol CN Terrassa en finale.

## Création
La Coupe Challenger de la LEN a été créée par la LEN en 2022 dans le but de créer davantage d'opportunités pour les nations de water-polo en développement,.

## Compétition féminine
Le 2 juin 2023, la LEN a officiellement annoncé la création d'une Coupe Challenger féminine, à partir de la saison 2023-2024.

## Palmarès par édition
| N° | Édition | Vainqueur       | Score   | Finaliste         |
| -- | ------- | --------------- | ------- | ----------------- |
| 1  | 2023    | Apollon Smyrnis | 30 - 25 | CN Terrassa       |
| 2  | 2024    | Galatasaray     | 33 - 19 | AVK Triglav Kranj |

## Voir également
- Ligue des Champions LEN
- LEN Euro Coupe
- Super Coupe LEN
- Ligue des champions féminine LEN
- Coupe d'Europe féminine LEN
- Super Coupe LEN Féminine
- Coupe Challenger féminine LEN